# Гибралтарцы
Гибралтарцы (или «Народ Гибралтара»; янито Llanitos) — народ, населяющий Гибралтар и проживающий в испанском регионе Андалусия и Великобритании.
Гибралтарцы составляют основное население Гибралтара — Британской заморской территории, расположенной вблизи самой южной оконечности Пиренейского полуострова у входа в Средиземное море.

## Происхождение
Гибралтарцы в большинстве являются потомками экономических иммигрантов, заселявших эти территории в течение последних 300 лет с момента, когда Англия завоевала эти земли.
Фамилии гибралтарцев в основном полиэтничны. В основном это объясняется тем, что заселение Гибралтара, так же как и формирование народа, происходило относительно недавно.
Генуэзцы и каталонцы (которые прибыли в составе флота с принцем Георгом Гессен-Дармштадтским, возможно, около двухсот человек), стали основой первого гражданского населения Гибралтара под Габсбургами. Практически в то же время Гибралтар стали заселять евреи-сефарды из города Тетуан в Марокко, которые ранее были поставщиками различной продукции в Гибралтаре с 1704 года. К 1755 году евреи совместно с генуэзцами составляли 50 % от гражданского населения, насчитывавшего 1300 человек. В 1888 году для того, чтобы предоставить дополнительные угольные станции для британских судов по пути на Восток, началось строительство нового порта в Гибралтаре. В связи с этим в Гибралтаре стали селиться рабочие-мальтийцы. Также иммигрировали португальцы и французы.